# Нова Цереквя (Опольське воєводство)
Нова Цереквя (пол. Nowa Cerekwia, нім. Deutsch Neukirch) — село в Польщі, у гміні Кетш Ґлубчицького повіту Опольського воєводства.
Населення — 851 особа (2011).

## Демографія
Демографічна структура станом на 31 березня 2011 року:
|          | Загалом | Допрацездатний вік | Працездатний вік | Постпрацездатний вік |
| -------- | ------- | ------------------ | ---------------- | -------------------- |
| Чоловіки | 422     | 71                 | 309              | 42                   |
| Жінки    | 429     | 74                 | 256              | 99                   |
| Разом    | 851     | 145                | 565              | 141                  |